# Bielerhöhe
Il Bielerhöhe (2.037 m s.l.m.) è un valico alpino austriaco a pagamento che collega il Vorarlberg con il Tirolo.